# Linneahuset

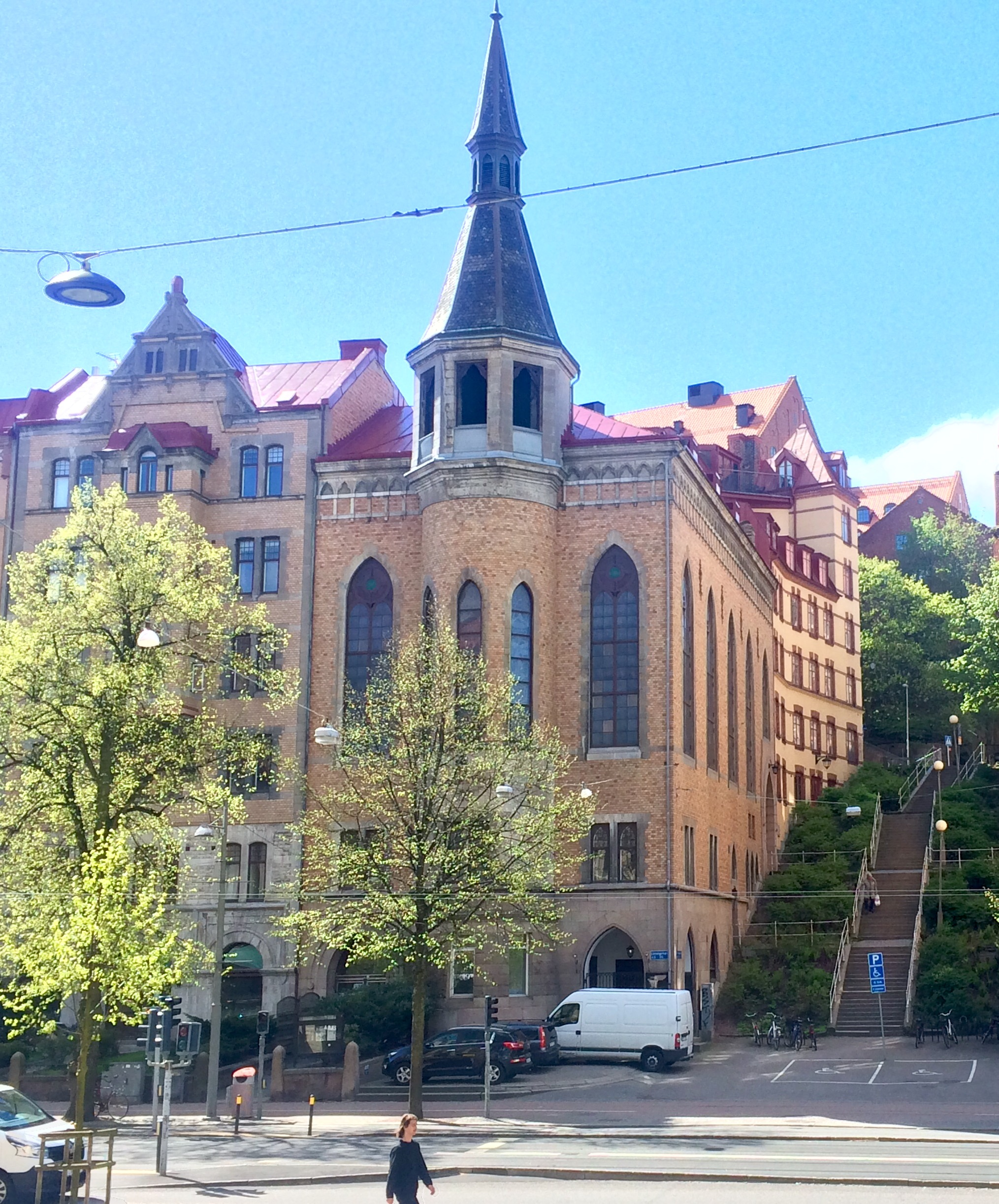
Linneahuset vid Linnégatan 35 i stadsdelen Olivedal.

Linneahuset är en ideell förening i Göteborg, som sedan 1973 bedriver ungdomshjälp och hjälp till missbrukare . Linneahuset ligger på Linnégatan 35 i Olivedal. I Linneahuset ligger även Linneakyrkan, återstartad 2016 men med rötter från 1903.

## Historia
Linneakyrkan invigdes den 20 november 1903 och var Göteborgs andra baptistförsamlings kyrka. Under årens lopp expanderade församlingen till som mest 800 medlemmar. I januari 1971 hölls församlingens sista gudstjänst i Linneakyrkan, varefter församlingen gick samman med nuvarande Tabernaklet, Göteborgs Baptistförsamling. Därefter verkade man med evangelisation och diakoni, men utan ambitionen att verka som kyrka.
2016 skapades den frikyrkliga församlingen Linneakyrkan, med bas i Linneahuset. Man har på Linneahuset även fortsättningsvis stort fokus på socialt arbete och korttidsboende för hemlösa – i det separata Betelskeppet. Linneahuset driver Betelskeppet, med gratis soppkök och kortidsboende sedan 1986. Den nuvarande (2022) båten är det sjunde fysiska fartyget sedan starten för den här flytande hjälpverksamheten i Göteborg i början av 1900-talet, då som ”Den Kristliga Betelskeppsmissionen för sjömän”.
I Linneahuset finns gudstjänstlokalen ett par trappor upp i huset. Denna del av huset utmärks av höga kyrkfönster och ett kor med kyrktorn som vetter ut mot gatan.